# Primera Manzana de Santa Cruz Tepexpan
Primera Manzana de Santa Cruz Tepexpan är ett samhälle i Mexiko, tillhörande kommunen Jiquipilco i den nordvästra delen av delstaten Mexiko. Orten hade 1 565 invånare vid folkräkningen 2010.